# Zörgő Benjamin
Zörgő Benjamin (Hosszúrév, 1916. január 31. – Kolozsvár, 1980. február 12.) pszichológus, egyetemi tanár, lélektani szakíró, szerkesztő, fordító, Ráduly-Zörgő Éva apja.

## Élete és munkássága
Középiskoláit a zilahi Wesselényi Kollégiumban végezte (1934), majd a kolozsvári I. Ferdinánd Egyetemen szerzett lélektan szakos tanári oklevelet. Egyetemi hallgató korában Vásárhelyi János püspök és Nyárády Erazmus Gyula családjánál volt nevelő, s az IKE tagjaként részt vett az 1939-es kérői ifjúsági konferencián. 1941. február 1-jétől gyakornok a Kolozsvárra visszatért Ferenc József Tudományegyetem Lélektani Intézetében.
Kolozsvári munkásságát katonai behívó szakította félbe 1942-ben, alakulatától azonban átirányították előbb a Katonai Lélektani Intézetbe, ahol pszichotechnikai továbbképzésen vett részt, majd a Honvéd Képességvizsgáló Intézetbe. Innen járt be a Pázmány Péter Tudományegyetem Lélektani Intézetébe, ahol Harkai Schiller Pál bevonta őt állatlélektani kísérleteibe. Az ő irányítása alatt dolgozott Tihanyban is, a Biológiai Intézetben. E munkák során azonosult Harkai Schiller pszichológiai koncepciójával, amely messze meghaladta a lélektan hagyományos filozofikus megközelítését. Első kutatási eredményeit Fehér patkányok útrövidítési kísérletei és Érzékelés és mozgás az állati tanulásban címmel a Harkai-Schiller alapította Lélektani tanulmányok 6. és 7. kötetében (Budapest, 1943–44), majd Az állati tanulást befolyásoló tényezők címmel a Tihanyi Biológiai Intézet Évkönyvében (Tihany, 1944–45) közölte.
Miután alakulatával nyugatra kellett visszavonulnia, Linzben amerikai fogságba került. Szabadulása után visszatért Kolozsvárra, ahol a Bolyai Tudományegyetemen közben tanszéket vállalt Harkai Schiller Pál mellett 1946. december 1-jétől adjunktus lett a Lélektani Intézetében. Ezáltal Erdélyben új utakon, a professzorával együtt képviselt gestalt-pszichológiai szemlélettel, határozott kísérleti lélektani szakirányulással indult el a lélektani szakemberképzés, meghaladva e szaktudomány korábbi szellemtudományos szemléleti meghatározottságát.
Miután az 1948-as román tanügyi reform megszüntette a tanszékek mellett létrejött intézeteket, így a Lélektani Intézetet is, a Bölcsészkarból kiemelt Lélektan–Filozófia Kar keretében folytatja tovább a szakmai képzést – miután Harkai Schiller Pál 1947 telén emigrált az Amerikai Egyesült Államokba – a lélektan tanszék előadótanáraként, majd mb. professzoraként. Ez időben a kar dékánja is. 1949-ben politikai természetű vádakkal leváltják dékáni tisztéből és visszaminősítik előadótanárnak.
1959-től a Babeș–Bolyai Tudományegyetemen folytatja tanári munkáját, ekkor a gyógypedagógia–lélektan területén, az érzékszervi-értelmi-beszédhibás iskoláskorú gyermekek idegrendszeri károsodásának és lehetséges rehabilitációjának körében végez kísérleti kutatásokat. Ezek eredményei a Probleme de Defectologie şi Psihopatologie hasábjain – amelynek Valer Mare mellett társszerkesztője volt – jelennek meg 1959–66 között. További szaktanulmányait az Analele Romîno-Sovietice, Buletinul Universităţilor V. Babeş et Bolyai, Revista de Psihologie, Studii şi Cercetări Ştiinţifice Seria Ştiinţe Biologice, Agricole şi Medicale, Studia Iniversitatis Babeş-Bolyai közölte.
Számos nemzetközi kongresszus (Moszkva 1966, Berlin 1968, London 1969, Bukarest 1971, Pozsony 1971, Gant 1972, Visegrád 1973, Debrecen 1975) előadója; előadásai közül Az alkotó gondolkodás kutatási problémái Visegrádon 1973-ban, A tárgyi modellekkel való cselekvés szerepe az alkotó gondolkodás fejlesztésében a kisiskolásoknál Budapesten 1979-ben jelent meg.
A lélektan területén akkoriban érvényesült vulgarizáló felfogás, majd a tudományággal szemben megnyilvánuló hivatalos ellenszenv körülményei között is el tudta határolni magát a pszichikus működések leegyszerűsítő szemléletétől, hangsúlyozva az ember felsőbb idegtevékenységének aktív jellegét, amely szubjektív világának egyik fő jellemzője. Ebben az időszakban magyarul közölt ismeretterjesztő és szakcikkeket a Korunk, A Hét, Dolgozó Nő, Igazság, Előre, Vörös Zászló, Megyei Tükör című lapokban.

### Önálló kötetei
- Ce este voinţa? (Bukarest, 1969)
- Aptitudini (Al Roşcával, Bukarest 1972; magyarul A képességek címmel, uo. 1973)

### Egyetemi jegyzetei
- Általános lélektan (Benedek Istvánnal, Kolozsvár, 1947)
- Állatlélektan (Kolozsvár, 1947)
- Pszichotechnika (Kolozsvár, 1947)
- Az érzékelés (Kolozsvár, 1947)
- Az idegrendszer anatómiája és fiziológiája (Kolozsvár, 1952)
- A lélektan vázlatos története (Kolozsvár, 1952)
- A képességek (Kolozsvár, 1953)
- Általános lélektan (a tanszék tagjaival együtt összeállított munka, I–II. Kolozsvár, 1953)

Szerkesztésében jelent meg a Pedagógiai lélektan (egyetemi jegyzet, Bukarest 1963; románul Psihologia pedagogică, uo. 1967), benne A gyermek személyisége és lelki fejlődésfolyamatai című fejezetével.
Részt vett több akadémiai kiadású pszichológiai mű (Tratat de psihologie experimentală, Bukarest 1963; Problemele fundamentale ale psihologiei. Uo. 1980; Psihologia educaţiei şi dezvoltării. Uo. 1983) szerkesztésében, amelyekben – olykor társszerzőkkel – több fejezetnek szerzője is volt.
Fordításában jelent meg S. I. Galperin: Élet és halál a modern tudományok megvilágításában (Nagyvárad 1948, Népszerű tudomány sorozat); E. Fischbein: Lélektan. Tankönyv a 10. osztály számára (Demény Dezsővel, Bukarest 1958); V. Pavelcu – I. Didilescu: Logika. Tankönyv a 11. osztály számára (uo. 1959); G. A. Fortunatov – A. V. Petrovszkij: Lélektan. Tankönyv a 11. osztály számára (Czitrom Jánossal, uo. 1961).